# PlayStation Store

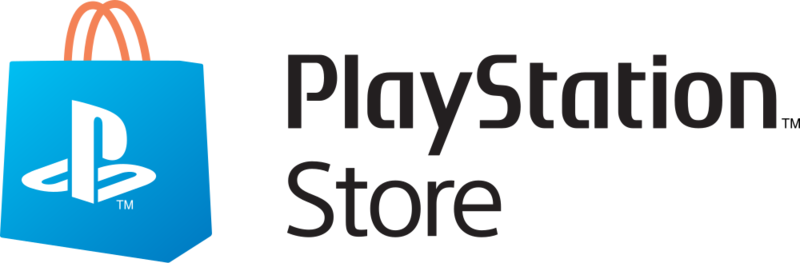
Logo của PlayStation Store

PlayStation Store là cửa hàng trực tuyến được sử dụng trên hệ máy Playstation dùng để bán trò chơi được phát hành hoặc đã từng phát hành trên hệ máy PlayStation. Trong đó, người dùng có thể sử dụng công cụ tìm kiếm hoặc khám phá để tìm ra trò chơi mà mình muốn chơi và trực tiếp mua trên hệ máy Ps4 của mình. Bạn còn có thể sử dụng PlayStation Store để mua trực tiếp các ứng dụng (bao gồm Twitch, YouTube, PlayStation Now, Netflix,...) hoặc phim trên PlayStation Store.

## Tên gọi
PlayStation là một thương hiệu của Sony, xuất hiện vào năm 1995 với sự xuất hiện trên thị trường của chiếc console đầu tiên do Sony sản xuất, PlayStation. Sony tung ra thị trường PlayStation 2 và PlayStation 3 vào năm 2000 và 2006, tương ứng.
Store trong tiếng Mỹ nghĩa là cửa hàng, giống shop trong tiếng Anh. Thuật ngữ PlayStation Store ban đầu dùng để chỉ những cửa hàng chuyên bán các loại PlayStation của Sony, nhưng đôi lúc cũng được dùng với nghĩa rộng để chỉ các cửa hàng bán console nói chung.